# 竹本英史
竹本 英史（たけもと えいじ、1973年3月7日 - ）は、日本の男性声優、ナレーターである。山口県徳山市（現・周南市）出身。青二プロダクション所属。

## 来歴

### 生い立ち
元々引っ込み思案で、当時は人前で何かするとは想像もしてなかったという。友人と外で遊んだりもしていたが、1人でいる時は石を集めて遊ぶなど空想好きで、頭の中で色々考えて楽んでいた。大人になってからはバイク、ドライブ、旅行、自転車などを趣味にしているが、どれも1人でも楽しめるものばかりで、子供の頃から空想好きだった性質は、2011年時点でも続いていると語る。

### 声優になるまで
学生時代は芸能には興味がなかったが、高校2年生の時の一番の目標が、山口から東京に出ることだったことから、「東京でしかできないことは何か」と探していたところ、思いついたのが芸能活動だった。
芸能活動の中で、「興味があることは何だろう」と思い出したのが、劇団四季の『ウェスト・サイド・ストーリー』を観て感銘を受けたことだった。その後映画も観て感銘を受けたが、吹き替え版だったこともあり、自身が背も小さく踊りもできず、吹き替えなら『ウェスト・サイド・ストーリー』の世界を担うことができると思い、声優になることを決意した。
アニメも観ていたが、アニメのキャラクターはアニメの世界の中で完結してることから、声をあまり意識していなかった。声優業界に入るまで、『機動戦士ガンダム』のシャア・アズナブル（声 - 池田秀一）とブライト・ノア（声  - 鈴置洋孝）の声の違いすら分からず、漫然と「みんないい声だなぁ」と何も考えずに観ていた。初めて鈴置洋孝と仕事をした時、台本で鈴置の名前を見ていた友人から「うわぁ、とうとうガンダム声優と共演か、いいなぁ！」と言われた。その時、「……ということは、この方はシャアか？」と勝手に思いこんでしまい、後で別の友人に「シャアと仕事したんだぜ」と自慢して鈴置の名前を言ったところ、「全然違う！」と怒られた。田舎にいた頃は、「そこそこのアニメ好きだ」と思っていたが、声優の業界に入ってからは、周囲の知識が尋常ではないため、2011年時点では「アニメが好き」とは一切、言わないようにしているという。
代々木アニメーション学院の就職率130%の広告に魅せられ、親に学校資料を見せて説得をし、「4年間、ほかの人が大学を出る年になるまで声優として芽が出なかったら、そこから大学に行き直してまっとうな人生を送る」と約束して、山口から上京。上京後は、親に金銭的な負担を掛けないように新聞奨学生として同学院に入学。
当時の声優科の総責任者だった三ツ矢雄二が設立した劇団フリーアトムで学内オーディションで合格者の30人に残り入団。芝居をしながら、その学校で3～4年、講師のアルバイトをしていた。所属事務所はネルケプランニング、ラブライブを経て、フリーとなり、その後青二プロダクションに所属。

### デビュー後
1993年、『ドラゴンリーグ』のテコドント役で声優デビュー。親との約束は「4年間でプロになる」だったが、結局は2年間でデビューできたため、ミッションはクリアしたという。
その後はしばらく鳴かず飛ばずで、『こちら葛飾区亀有公園前派出所』に出演するまでの3年間くらいは、講師のアルバイトで生活していた。
劇団時代は、芝居が上手いほうではなく、劇団の芝居で主人公を演じたこともなかった。ただし、ガッツだけはあったことから、周囲の劇団員が退団していっても脇役で必死に演じていた。劇団時代に声優デビューできたことから根性だけは認められたようだが、その後はチャンスを活かすこともできず、劣等生だという気持ちの負い目もあった。
当時の三ツ矢はとても怖い存在であったといい、気軽に話をすることもできなかったが、2011年時点でも声優として活動できるのは、三ツ矢が我慢して劇団に置いてくれていたおかげであるため、感謝してるという。一緒に劇団員だった人物たちにも、少し後ろめたい気持ちがあった。その時に皆のように「アニメが大好き！ だからアニメの声優になりたい！」というまっとうな情熱と違い「この業界に入り、運良くアニメでデビューできてしまったからだ」とのこと。
講師時代に生徒には「自分の気の済むまでやらないと、何も始まらないと思う」と言っており、無責任かも知れないが、今までそうやっていい出会いを引き寄せることもできたという。

## 人物

### 特色・役柄
方言は山口弁。
役柄としてはシリアスで高圧的なキャラクターから淡々としたコメディー・リリーフ的な役までこなしている。幅広い演技に定評があり、1つの作品で複数のキャラクターを演じている。
東映アニメーション制作アニメや大地丙太郎監督作品に出演していることが多い。
『コスモウォーリアー零』では、ヤング・ハーロック役を演じており、オーディションでは船員か何かで呼んでくれていたが、『宇宙海賊キャプテンハーロック』のハーロックが好きだったため、初めて現場で、「すみません、ハーロックもやらせていただけませんか？」とワガママを言っていた。その時に「記念でいいんで」と言われ、ハーロックの台詞をマイクの前で読んでみたく、その時に「あぁ、じゃあいいよ」と言ってくれて合格したという。
ハーロック自体は小学生時代に観ていたため思い入れがあり、ハーロックを演じてからは、精神的にも安定していた。それまでは、その日の気分で好きなことをして、芝居もその日の気分で演技を変えていた。ハーロックを演じていた時は、気分の前に「ハーロックなんだから」という「らしさ」を、考えるようになり、芝居にも自信が持てるようになったという。松本零士の作品は一通り観ているが、ダントツにハーロックが好きだという。
青二プロダクションに移籍後、『戦国無双シリーズ』の石田三成役を演じたが、ハーロックを演じ終えて、自分の芝居が見えたところで出会ったのもタイミング良かったといい、それまでは悪役のイメージがあったキャラクターを演じられたのも良かったという。石田三成役は竹本が『戦国無双』で演じるまで、女の子に好かれるキャラクターイメージはなく、全然女性向けを意識してはいなかった。男臭いキャラクター、芝居が好きであったことから、石田三成の冷徹なところも好きであった。人の見方には左右されない一本芯の通ったところは、ハーロックが持つ自分の道をただ突き進む男らしさにも共通していた。女性から人気を得るキャラとは思ってもみなかったといい、竹本にとっての石田三成は、取り巻く環境も、時代も、中身も、「全てのタイミングが合致した……天からいただいた役なのかなぁ」と語る。

### 趣味・嗜好
趣味として映画鑑賞、サッカー観戦、旅行を挙げている。資格・免許は普通自動車免許、中型自動車免許、わな猟免許。
中学時代から新聞配達のバイトをしていたため、興味があるものは、好きに買い集められる状況だったことから同世代の子よりお金を持っていたという。
講師時代は全国に分校があり、旅行好きだったため三ツ矢に「同じ講師をやるなら、僕をなるべく地方に行かせてくれ、冬はできれば札幌がいい」と直談判していたという。
北海道札幌市の出張は、金曜日にスノーボードを抱えて現地入り、土日はスノボ三昧で、翌週の月～金は仕事をして、夜は札幌市内のスキー場でナイター、次の土日で1日中スノーボードをして帰るというスケジュールだった。東京にいる時は、夜、ロックのクラブで遊び、そうではない時は地方で遊んでいたという。
仕事がなくただ腐っていても意味がなく、ほかの役者と違いアニメに詳しいわけでもなく、「だったらリアルを充実させて、ほかの役者が興味を持たないこと、やらないことを経験して、得意分野を芝居にフィードバックさせたほうがいいだろう」と思っていたという。
出張先のホテルですることがなさそうだと、「楽器でも始めてみよう」とギター、トランペットを持って行き練習していたり、バイクを買って日本中乗り回しており、その3年間は趣味を満喫していたという。
田舎にいた頃はスーパーカブに乗り、上京後はオートバイで全国を走っていた。かつては車も好きであったが、酒も好きだったことから辞め、2011年時点では数年以上が経っているという。

#### 映画関連
映画鑑賞が好きで、中学の頃に見た映画の数は150本を超えているという。
一番好きだった映画は『サボテン・ブラザーズ』で、竹本の田舎ではシルベスタ・スタローンのアクション映画と併映で、スタローンに期待して行っていた。しかし面白くなく、同時上映の『サボテン・ブラザーズ』がめちゃめちゃ面白かったという。その落差もあり、竹本にとっては、『サボテン・ブラザーズ』は、最高に面白い映画になった。当時、映画館に通っていた頃は、邦画が元気がなく、上映されていた注目作もハリウッド映画ばかりで、観ていたのは洋画ばかりだったという。
『スター・ウォーズシリーズ』も好きで、小学校時代は大人になってビデオデッキが買えるようになったら、『スター・ウォーズ』のビデオを全巻揃えるのが夢だった。最初の『スター・ウォーズ』を吹き替えで観ていたため、ルーク・スカイウォーカー役の島田敏と会った時は、一般のファンのように「うわぁ、島田敏だ！」と心の中でつい呼び捨てにしてしまうくらい緊張していた。2011年時点でも未だに島田にはファンだとは言ってないという。
田舎にいた頃、山口県に民放テレビ局が2局しかなかったことから外画派になった。ほとんどアニメ枠がなかったため、ロボットアニメもほとんど観ておらず、唯一、ちゃんと観ていたのが『銀河漂流バイファム』だった。
外画の出演は2011年時点ではさほど多くはないが、現場ではものすごく緊張しており、同じアフレコでも、アニメだとさらっと行くが、外画はモニターをついじっくり観ており、ふわーっとしてしまうという。外画の現場だと、ファン意識が残り、竹本にとって外画は、演るものではなく観るもの、なのかも知れないという。
好きな女優は当時、映画『ラビリンス/魔王の迷宮』でデヴィッド・ボウイと共演しており、一番数多く映画に出演していたジェニファー・コネリーで、「一番最初に好きになった女性」と語る。ソフィー・マルソーも好きで、フランスに興味持ったという。
好きな男優は大人になってから好きなのは、竹本自身が好きな映画でもある『いまを生きる』に出演していたロビン・ウィリアムズで、声優の仕事をしてて迷う時、人生に迷う時には『いまを生きる』を観ているという。子供の頃に一番好きだったのはスタローンで、スタローンがいなければ、『サボテン・ブラザーズ』に出会えなかったため、そういう意味でも感謝しているという。
当時の好きなものは『フットルース』のケヴィン・ベーコン、『トップガン』など。当時の作品も俳優も、竹本から見れば、2011年時点の俳優たちとは輝きが違い、映画が世界を知る窓口だったことから、観るだけでワクワクでき、色々な文化を勉強させてくれたという。
好きな監督で作品を選ぶことはなかったが、多く観たのはスティーヴン・スピルバーグだった。アート系にはあまり熱中しておらず、エンターテイメントな映画がよく、「スピルバーグの映画は、よくできてるなぁ、頭のいい人だなぁ」と思っているという。
中学時代に観ていた映画は竹本自身を作った原点で、2011年時点で芝居をする上でも、一番肥やしになってると語る。

#### 音楽関連
音楽については、2011年時点ではビートルズは好きであり、小学生の時に『ザ・ロング・アンド・ワインディング・ロード』が車のCMで流れていたのを聴いて、好きになったという。
2人の姉がブラスバンド部に所属していたため音楽が身近にあり、その影響で洋楽、グラミー賞に興味を持つ。その後は洋画のサウンドトラックも聴くようになり、2人の姉の影響が強かったため、同世代の友人からすれば、何かとマセた子供だったと語る。一方、アイドルには興味を持っていなかった。
上京後はロックだけ流すクラブに入り浸り、一時期はニルヴァーナ、レイジ・アゲインスト・ザ・マシーン系のものばかり聴いていたという。
歌詞もただの愛だ恋ではない、政治色もあるような曲ばかりだったが、英語が喋れないことから、政治性のあるメッセージも対訳がないと分からないのが歯痒かったりしていた。そこで共感できたのが、THE YELLOW MONKEYの『JAM』で、歌詞の政治性に感化され、初めて聴いた時は衝撃を受けたという。
ビートルズとニルヴァーナの間には、サザンオールスターズなどのJ-POPも聴いていたという。中学時代に好きだった女の子も竹本の姉と同じブラスバンド部に所属しており、その女の子と話を合わせたいため、途端にクラシック音楽ばかり聴くようになった。NHKラジオで、毎朝クラシックばかりを流していた番組を聴いて、クラシックのレコードを買い集めて勉強していた。

#### 自転車関連
2010年、レギュラーが野島裕史と一緒で話をする機会が多かったが、そこで「竹本さんも自転車どうですか？」と勧められたのがきっかけで自転車を始めた。最初にダウンハンドルのロードバイクに乗った時は衝撃を受け、人生が変わった。
小野坂昌也と野島が、ロードバイクのお目当てのフレームを買おうかどうしようか相談していた現場に竹本もおり、その時に小野坂が「これはいいフレームだから、俺との色違いを買うといいよ！」と勧められ、翌日に竹本も購入した。イタリアのメーカーのデローザだが、シーズンオフだったことからバーゲン価格で買い得だったこともあり、小野坂と野島のお勧めるであったため「間違いないだろう」と思った。
それまでは野島に「ロードバイクは怖いからミニベロにしようか、クロスバイクにしようか」と相談していた。その時に野島から「自転車の醍醐味は、やっぱり最後はロードバイクに行き着く」と言われ、思い切って買ってしまったという。その後は野島のお薦めしていたパーツを集め、3ヶ月後の2010年12月には組み上がった。小野坂に「今日できます」とメールしていたところ、「俺より後に買ったのに、俺より前に組むんじゃない！」と怒られたという。
小野坂の金色の自転車が出来上がった日、自転車屋からの帰り道、竹本も自転車で一緒に走ったが、道行き人が皆「え？」と顔をしていたという。
竹本の自転車は、フレームが青で、それ以外のパーツがほとんど赤であり、非常にポップな見た目だという。いつも行っていた自転車屋の前で抱えて歩いていたところ、女の子に「その自転車、どういうのなんですか？」と声を掛けられたという。
2011年時点では自転車用の半ズボンにジャージで、どこでも行っている。半日暇であれば5～60kmは走り、行きは都内を走るが、帰りは遠回りをしてサイクリングロードを行くことが多いという。
野島に感化されて「声優は自転車に乗らなきゃダメ」と思い込んでることから自転車に乗ってない声優、自転車を持ってない声優は「モグリ」と見ているという。

### 交友関係
小野坂昌也とは仲が良く、小野坂のことは「ヤング師匠」と呼んでいる。
吉野裕行とはサッカー、野島裕史とは自転車など趣味が一緒であることから仲が良い。
『ドラゴンリーグ』で親しくなった高木渉は、スノーボード旅行に連れて行ってくれたという。高木が旅行に連れてくれた縁で、古谷徹ともお近づきになったという。

### 私生活
自身のHPの「竹本日誌」で、既婚であることを公表しており、事務所プロフィールの特技は「妻自慢」とある。末っ子長男で、姉が二人いる。捨て猫だったみかんと、2020年から元繁殖犬だったチワワのアイを保護している。

## 出演
太字はメインキャラクター。

### テレビアニメ
1993年
- ドラゴンリーグ（テコドント）

1994年
- 赤ずきんチャチャ（鏡、恐竜、リーダークラゲ、男B、判定機）

1995年
- ナースエンジェルりりかSOS（男子生徒、ボルダー、ボーイ）

1996年
- 水色時代（山田）
- るろうに剣心 -明治剣客浪漫譚-（刈羽蝙也、三郎、じいさん、警官、男、侍）

1997年
- ケロケロちゃいむ（ヒデノリ、ダオ魔王 他）
- こちら葛飾区亀有公園前派出所（1997年 - 2008年、榎本武揚、秋本治、ハトポッポ刑事、村雨珍蘭蘭、豚平〈3代目〉、ねむり清四郎、蛸田焼夫、カメアリキングオー、石頭右折、恐山丑松、岡本爆弾、大黒虎造、アレクセイ・プラモスキー、井矢史照生、戸塚金次、飯岡鉄五郎、沖田竜司、中川重一、芹沢〈2代目〉、佐倉万年、竜王渡辺、悲劇王茶プリン 他）
- 夢のクレヨン王国（パン屋の主人、カンガルーパパ、ジャイアントカッパ、ハンバーガー軍曹、司会者、ブタムラ、カメレオン、ペンキ屋）

1998年
- こどものおもちゃ（記者）
- たこやきマントマン（エアロバイク怪獣）
- タッチ Miss Lonely Yesterday あれから君は…（現場監督）
- 発明BOYカニパン（マサラ、審査員C、警備ロボト、カレー、受付ロボト）
- ビーストウォーズII 超生命体トランスフォーマー（1998年 - 1999年、ダージ / ダージガン）

1999年
- おジャ魔女どれみ（1999年 - 2002年、先生、人喰い花、ピアノ配達業者、ファン、カメ 他） - 4シリーズ
- おじゃる丸（1999年 - 2024年、カンブツさん、使用人、店主、ゲッコウチョウ、シロノシン 他）
- ごぞんじ!月光仮面くん（金ちゃん、すし屋の客〈1〉）
- コレクター・ユイ（クラスメイトA）
- 週刊ストーリーランド（店員A、課長、サラリーマン〈1〉、警官、君山 他）
- 将太の寿司 心にひびくシャリの味（小政）
- スーパードール★リカちゃん（デヴォール 他）
- 超発明BOYカニパン（ドブロック、デバッグ隊員、レズン、監督、カメラマン）
- HUNTER×HUNTER（第1作）（1999年 - 2001年、ナイフ男、キリコ、ウモリ、ウボォーギン、ボドロ、カムリ、バーボン）
- ビーストウォーズネオ 超生命体トランスフォーマー（バンプ）
- 未来少年コナンII タイガアドベンチャー（ジェイク）
- メダロット（1999年 - 2000年、校長先生、チンピラ、海水浴客、ココノエ、ギンカイ 他） - 2シリーズ

2000年
- 風まかせ月影蘭
- 真・女神転生デビチル（ザントマン、かぞえヒツジA、ヘル、ペルソナ、デーバオー）
- トランスフォーマー カーロボット（ジェイセブン、アートファイヤー、明石博士）
- ビックリマン2000（寒乱射、失投尉、凶闘神ディエス、魂轟神マグマインド）
- ハムスター倶楽部（パパ）
- 陽だまりの樹（巽正吉郎、太田東海、飯田辰之助 他）
- 遊☆戯☆王デュエルモンスターズ（魔人デスサタン、レアハンター、ビッグ5 / 大門小五郎〈初代〉、ビッグ3 / 大岡筑前〈2代目〉、人造人間－サイコ・ショッカー〈初代〉、河豚田〈初代〉、森田先生、高井戸 他）

2001年
- ウッディー・ウッドペッカー（バズ）
- キャプテン翼（第3作）（2001年 - 2002年、八百政のおじさん、ドイツ監督、アナウンサーB、アナウンサー、パウロ）
- ギャラクシーエンジェル（エリック）
- 仰天人間バトシーラー（エヘラ僧正、シワガッパーン）
- コスモウォーリアー零（ヤング・ハーロック）
- しあわせソウのオコジョさん（仙堂一朗、牙王）
- 神鵰侠侶 コンドルヒーロー（尹志平）
- STARTLING ADVENTURES 空想3×大冒険（ブリッジ、無法者A）
- タッチ CROSS ROAD〜風のゆくえ〜（アンディー）
- チャンス〜トライアングルセッション〜（医師A）
- Dr.リンにきいてみて!（館長）
- 破壊魔定光（教頭、シャトル搭乗員、指揮官、光角）
- バンパイヤン・キッズ（ロボゾー）

2002年
- ガンフロンティア（ハーロック）
- キン肉マンII世（2002年 - 2006年、キン肉アタル、カニベース、米男、クロエ） - 3シリーズ
- 真・女神転生Dチルドレン ライト&ダーク（アースエレメント、アモン、バロール隊長）
- テニスの王子様（2002年 - 2022年、九鬼貴一、柳蓮二） - 3シリーズ
- ぱにょぱにょデ・ジ・キャラット（球審）
- ハングリーハート WILD STRIKER（室井和也）
- ホイッスル!（尾形智、和尚）
- ボンバーマンジェッターズ（2002年 - 2003年、サンダーボンバー、MA9、ダークフォースボンバー）

2003年
- 明日のナージャ（カルロの部下）
- ウルトラマニアック（ルル、校長先生、教師）
- デ・ジ・キャラットにょ（比田井ヒロシ）
- 爆転シュート ベイブレードGレボリューション（ロメロ）
- PAPUWA（2003年 - 2004年、コージ、オショウダニ、タケダパパ）
- ふたつのスピカ（田中試験官、友朗の同僚、校長、かさねの父、設計チーフ 他）
- 満月をさがして（エリック、中年男性）
- ボボボーボ・ボーボボ（2003年 - 2005年、キング鼻毛様、グラン、キバハゲ、十兵衛、コンバットブルース、スターセイバー、闇夜叉 / サンバマン）
- ONE PIECE（2003年 - 、ロシオ、オーム、ドレイク、ジョン・ジャイアント、ドーベルマン、ボガード、ヤガラ、ラーゴ、おっさんの木ゾンビ〈モクドナルド〉、敷きグマ、ニン、カバ紳士、船長〈キャプテン・グー〉、ヨーキ、モトバロ、X・ドレーク、巨人〈スタンセン〉、ラキューバ、海軍幹部〈ダイギン〉、コーミル、ディカルバン兄、ストロベリー、カイゼルヒゲ〈ステンレス〉、チャッペ、ヌーボン 他）

2004年
- 宇宙交響詩メーテル 銀河鉄道999外伝（ハーロック）
- カッパの飼い方（田所さん）
- Get Ride! アムドライバー（ジン・クロス）
- 最遊記RELOAD GUNLOCK（妖怪、村人、モンスター）
- ジパング（2004年 - 2005年、柳一信、アナウンス）
- 十兵衛ちゃん2 -シベリア柳生の逆襲-（下平辰平）
- スクールランブル（2004年 - 2005年、テツさん、テツ、ハンター、角刈り）
- 花右京メイド隊 La Verite（花右京北斎）
- B-伝説! バトルビーダマン（2004年 - 2005年、タイジュ〈炎呪の父〉、ファンビー支配人、あのマスター / ボスマスター） - 2シリーズ
- 陸奥圓明流外伝 修羅の刻（柳生十兵衛三厳、三吉慎蔵、松本良順、老忍者、青木 他）
- 遊☆戯☆王デュエルモンスターズGX（迷宮兄弟・迷）
- レジェンズ 甦る竜王伝説（2004年 - 2005年、J1、サラマンダー、マック父、セントール、井上）

2005年
- アイシールド21（2005年 - 2008年、鉄馬丈、笠松新信、タイガー、猪狩大吾、猫山圭介 他）
- あまえないでよっ!!（マネージャー）
- 韋駄天翔（2005年 - 2006年、テリー、狐影）
- うえきの法則（2005年 - 2008年、バン・ディクート、バン）
- おでんくん（ラーメン屋の兄ちゃん、ウシロムの木）
- ガイキング LEGEND OF DAIKU-MARYU（2005年 - 2006年、担任、ヤンマ、プロイスト、キルジャガー、大地魔竜、エルカゲス、機関士、ベン）
- 機動新撰組 萌えよ剣 TV（鳴釜）
- ギャグマンガ日和（2005年 - 2025年、小野妹子〈初代・3代目〉、タイトル、人々、ニュースキャスター、会社員、サイアーク） - 3シリーズ
- 銀牙伝説WEED（影虎）
- ケロロ軍曹（2005年 - 2010年、イベンタ星人、コンピューター、ウサギ型宇宙人）
- 交響詩篇エウレカセブン（町人）
- SPEED GRAPHER（国領）
- 絶対少年（MC）
- 冒険王ビィト（国王、ストローガ） - 2シリーズ

2006年
- 怪 〜ayakashi〜
  - 「天守物語」（小田原修理）
  - 「化猫」（笹岡）

- N・H・Kにようこそ!（小林友一）
- おとぎ銃士赤ずきん（鈴風純太朗）
- 神様家族（松永先生、魔犬）
- デジモンセイバーズ（バンチョーレオモン）
- 出ましたっ!パワパフガールズZ（2006年 - 2007年、マサオの父親、ロック、コーカサス・レオ、ウニモンスター、モンスター・カーサカーサ 他）
- バーテンダー（来島美和の父）
- 爆球Hit! クラッシュビーダマン（岡大蔵）
- 祝!(ハピ☆ラキ)ビックリマン（2006年 - 2007年、大黒テンアン、寿老ヒャク、超聖使シアントラス、助ケタカメ、店主 他）
- 貧乏姉妹物語（魚屋）
- ぽかぽか森のラスカル（ラスカルパパ、ロックン）
- 蟲師（テツ）
- メジャー（2006年 - 2009年、千石真人） - 2シリーズ
- 夢使い（長崎光二）

2007年
- 怪物王女（ワイルドマン〈ロボ・ワイルドマン〉）
- ゲゲゲの鬼太郎（第5作）（2007年 - 2009年、大久保、邪魅、フランケン、死神100号、宋帝王、土精、アササボンサン）
- 人造昆虫カブトボーグ V×V（ビデ田中）
- はたらキッズ マイハム組（タケ）
- BLEACH（2007年 - 2010年、アイスリンガー、部下A / アランカル）
- モノノ怪（退魔の剣） - 全話共通、また各エピソードごとに以下の役と一人二役
  - 「座敷童子」（直助）
  - 「海坊主」（五浪丸）
  - 「のっぺらぼう」（お蝶の亭主）
  - 「鵺」（室町具慶）
  - 「化猫」（森谷清）

- レ・ミゼラブル 少女コゼット（クールフェラック）

2008年
- ウエルベールの物語 第二幕（ドノヴァン）
- 純情ロマンチカ（教授）
- 西洋骨董洋菓子店 〜アンティーク〜（中井）
- 墓場鬼太郎（司会者、議長、若頭）
- BLUE DRAGON 天界の七竜（ヴァーミリアン）
- マッハガール（看守、ガルト市長、ダック）
- 魔法遣いに大切なこと 〜夏のソラ〜（レスキュー）
- 薬師寺涼子の怪奇事件簿（男性アナウンサー）
- ユメミル、アニメ「onちゃん」（2008年 - 2010年、onちゃんパパ、いじわるツリー） - 2シリーズ
- ロボディーズ -RoboDz- 風雲篇（ソンブレノスケ）

2009年
- 怪談レストラン（警官）
- 空中ブランコ（ヤッパのヤス）
- ゴルゴ13（ナンパ男）
- こんにちは アン 〜Before Green Gables（ジョン）
- しゅごキャラ!!どきっ（唯世の父〈辺里唯〉）
- 戦う司書 The Book of Bantorra（フィーキー）
- ドラゴンボール改（2009年 - 2010年、キュイ、バスの運転手）
- ねぎぼうずのあさたろう（カブ亭主、行司、ガラス器売り、親分、家臣）
- 名探偵コナン（2009年 - 2024年、中村悠介、森下俊一、安斉典悟、河内山豪、郷田涼太）

2010年
- あにゃまる探偵 キルミンずぅ（徳さん）
- ハートキャッチプリキュア!（2010年 - 2011年、クモジャキー）
- HEROMAN（スクラッグ）
- リングにかけろ1 影道編（青龍）

2011年
- C（永山智介）
- ちびまる子ちゃん（丸山マサオ）
- デジモンクロスウォーズ シリーズ（マルスモン、ロコモン） - 2シリーズ
- トリコ（ボギーウッズ）
- 爆丸バトルブローラーズ ガンダリアンインベーダーズ（ラインハルト）
- もしドラ（加藤）
- Rio RainbowGate!（キング）

2012年
- あらしのよるに 〜ひみつのともだち〜（若おおかみ2）
- 機動戦士ガンダムAGE（セリック・アビス）
- 聖闘士星矢Ω（2012年 - 2013年、ミルファク、タイタン）
- ONE PIECE エピソードオブルフィ 〜ハンドアイランドの冒険〜（海兵伝令）

2013年
- 有頂天家族（ビリヤード場店主）
- 京騒戯画（伏見）

2014年
- アカメが斬る!（ボルス）
- 暴れん坊力士!!松太郎（アナウンサー）
- 俺、ツインテールになります。（アリゲギルディ）
- 戦国無双SP 真田の章（石田三成）
- ディスク・ウォーズ:アベンジャーズ（ホークアイ）
- DRAMAtical Murder（ノイズの父）
- ロボットガールズZ（ハヤト）
- ワールドトリガー（2014年 - 2022年、唐沢克己、荒船哲次） - 3シリーズ

2015年
- 英国一家、日本を食べる（マイケル・ブース）
- GATE 自衛隊 彼の地にて、斯く戦えり（神子田瑛）
- Charlotte（熊耳）
- 食戟のソーマ（2015年 - 2018年、安東伸吾） - 3シリーズ
- 戦国無双（石田三成）
- それが声優!（音響監督）
- ふうせんいぬティニー（ミイラ）

2016年
- アクティヴレイド -機動強襲室第八係- 2nd（犯人A）
- 英国一家、正月を食べる（マイケル・ブース）
- 斉木楠雄のΨ難（2016年 - 2018年、魔美の店長） - 2シリーズ
- スカーレッドライダーゼクス（フェルナンデス）
- タイガーマスクW（2016年 - 2017年、オーディン、外道）
- ハイキュー!! セカンドシーズン（清）
- WWW.WORKING!!（宮越の父）

2017年
- 信長の忍び（杉谷善住坊）
- ドラゴンボール超（ベルガモ、幻ベルガモ、ニンク）
- 夏目友人帳 陸（会宮）
- 魔法陣グルグル（くま門）

2018年
- ダメプリ ANIME CARAVAN（クロム）
- ゴールデンカムイ（2018年 - 2023年、月島軍曹） - 4シリーズ
- デビルズライン（仲村航平）
- ガンダムビルドダイバーズ（ゲームマスター）
- ONE PIECE エピソードオブ空島（オーム）
- 走り続けてよかったって。（男性声優、講師3）
- 寄宿学校のジュリエット（ペルシアの父）
- 抱かれたい男1位に脅されています。（坂巻玲二）
- 爆釣バーハンター（2018年 - 2019年、キングサモン）

2019年
- ドメスティックな彼女（桂木仁）
- ゲゲゲの鬼太郎（第6作）（記者）
- 鬼滅の刃（2019年 - 2024年、鉄穴森鋼蔵） - 3シリーズ
- けだまのゴンじろー（蝙蝠山先生）
- ライフル・イズ・ビューティフル（渋沢航）
- あひるの空（2019年 - 2020年、五月正義）
- バビロン（2019年 - 2020年、サミュエル・ハーディ）

2020年
- ダーウィンズゲーム（バンダ君）
- 推しが武道館いってくれたら死ぬ（長井）
- ミュークルドリーミー（2020年 - 2021年、ゆめパパ） - 2シリーズ
- 恋とプロデューサー〜EVOL×LOVE〜（部下）

2021年
- はたらく細胞!!（腸管上皮細胞）
- フルーツバスケット（倉伎の父）
- NIGHT HEAD 2041（霧原幸彦）
- のりものまん モービルランドのカークン（フッパー）
- D_CIDE TRAUMEREI THE ANIMATION（父親）
- BORUTO-ボルト- NARUTO NEXT GENERATIONS（謎の男）
- テスラノート（側近）

2022年
- 薔薇王の葬列（ルイ十一世）
- 失格紋の最強賢者（ギルド支部長）
- デジモンゴーストゲーム（フジツモンリーダー）

2023年
- 僕とロボコ（ラディッツの肘、タリー）
- デュエル・マスターズ WIN 決闘学園編（2023年 - 2024年、リッパー教授）
- B-PROJECT〜熱烈*ラブコール〜（後藤田）

2024年
- HIGHSPEED Étoile（店主）
- 転生したらスライムだった件（アルノー）
- 魔王学院の不適合者 II 〜史上最強の魔王の始祖、転生して子孫たちの学校へ通う〜（司教ミラノ）
- 逃走中 グレートミッション（2024年 - 2025年、イノマル、大石主税）
- アイドルマスター シャイニーカラーズ 2nd season（咲耶 父）
- 魔王様、リトライ!R（串刺し公）

2025年
- SAKAMOTO DAYS（湯太郎）

### 劇場アニメ
1997年
- るろうに剣心 -明治剣客浪漫譚- 維新志士への鎮魂歌

1999年
- こちら葛飾区亀有公園前派出所 THE MOVIE（ダンディ）
- スーパードール★リカちゃん リカちゃん絶体絶命! ドールナイツの奇跡（冒険キッズランドの係員）
- ビーストウォーズII 超生命体トランスフォーマー ライオコンボイ危機一髪!（ダージガン）

2001年
- アリーテ姫（ダラボア）

2003年
- こちら葛飾区亀有公園前派出所 THE MOVIE2 UFO襲来! トルネード大作戦!!（タイガーの部下1）
- ONE PIECE THE MOVIE デッドエンドの冒険（ドレイク）

2004年
- 雲のむこう、約束の場所（蝦夷製作所工員、TVニュース）
- DEAD LEAVES（戦車長）
- ONE PIECE 呪われた聖剣（ドレイク）

2005年
- 劇場版 テニスの王子様 跡部からの贈り物 〜君に捧げるテニプリ祭り〜（柳蓮二）

2007年
- Dr.マシリト アバレちゃん（司令官）
- ONE PIECE エピソードオブアラバスタ 砂漠の王女と海賊たち（副リーダー）

2008年
- 劇場版 ゲゲゲの鬼太郎 日本爆裂!!（宋帝王）

2009年
- テイルズ オブ ヴェスペリア 〜The First Strike〜（レイヴン）
- マイマイ新子と千年の魔法（青木東介）
- ONE PIECE FILM STRONG WORLD

2011年
- 劇場版 テニスの王子様 英国式庭球城決戦!（柳蓮二）
- ONE PIECE 3D 麦わらチェイス

2013年
- 聖☆おにいさん（ヤス）

2019年
- ONE PIECE STAMPEDE（X・ドレーク、ドーベルマン）

### OVA
1997年
- AIKa（フロント係、カメラマン）
- フォトン（ジェームス・ブラウン、操縦士 他）

1998年
- 新・男樹（青年A）
- 世紀末リーダー外伝たけし!（父の部下2）

1999年
- 太陽の船 ソルビアンカ（MC、ドルフィン号オペレーターA）

2001年
- R.O.D -READ OR DIE-（ポール、アレックス、乗組員）
- 時空異邦人KYOKO ちょこらにおまかせ!（部下B）

2002年
- 学園都市 ヴァラノワール（ラーデゥイ）
- ヤングハーロックを追え! コスモウォーリアー零外伝（ヤング・ハーロック）
- HUNTER×HUNTER ORIGINAL VIDEO ANIMATION（ウボォーギン）
- ヨコハマ買い出し紀行 -Quiet Country Cafe-（アナウンサー）

2003年
- アニメ古典文学館 第1巻「竹取物語」
- HUNTER×HUNTER GREED ISLAND（ガシタ、モタリケ）

2004年
- HUNTER×HUNTER G・I Final（キリコ、モタリケ、バラバ、ガシタ〈ベラム弟〉）

2005年
- 聖闘士星矢 冥王ハーデス冥界編（バレンタイン）

2006年
- テニスの王子様 Original Video Animation 全国大会篇（柳蓮二）

2008年
- ドラゴンボール オッス!帰ってきた孫悟空と仲間たち!!（支配人）

2010年
- テイルズ オブ シンフォニア THE ANIMATION テセアラ編（アルテスタ）

2012年
- スパイペンギン（テクスチャ）

2015年
- 東京喰種トーキョーグール【JACK】（加藤）

### Webアニメ
2005年
- The King of Fighters: Another Day（ロック・ハワード）

2012年
- 京騒戯画（伏見）

2014年
- 美少女戦士セーラームーンCrystal（クンツァイト）

2015年
- ロボットガールズZ プラス（神隼人）

2018年
- 神酒ノ尊-ミキノミコト-（2018年 - 2019年、金亀）

2020年
- ガンダムビルドダイバーズRe:RISE（GM / カツラギ）

2021年
- スーパー・クルックス（TK・マッケイブ）

2023年
- 陰陽師（小野成平）

2024年
- ライジングインパクト（李王煉） - 2シリーズ

### ゲーム
1996年
- ドラゴンフォース（ウェイン）

1997年
- スタースイープ（B1）

1999年
- 餓狼 MARK OF THE WOLVES（ロック・ハワード）
- ジョジョの奇妙な冒険 ※PlayStation版
- ポップンタンクス!（ヘッケル）

2000年
- THE KING OF FIGHTERS 2000（ラモン、デューク・エドワーズ、カン・ベダル）

2001年
- CAPCOM VS. SNK 2 MILLIONAIRE FIGHTING 2001（ロック・ハワード）
- THE KING OF FIGHTERS 2001（ラモン）
- 百獣戦隊ガオレンジャー（ロウキ）
- スタートリングアドベンチャーズ 空想3×大冒険（ブリッジ、無法者A）
- FEVER4 SANKYO 公式パチンコシミュレーション

2002年
- 帰ってきたサイボーグクロちゃん（ロミオ、メガトン・ボム）
- 学園都市 ヴァラノワール（ニムダ、爺ちゃん、ロドリゲス三世、校長）
- THE KING OF FIGHTERS 2002（ラモン）
- テニスの王子様SWEAT & TEARS（柳蓮二、テニスクラブオーナー）
- ボンバーマンジェッターズ（サンダーボンバー）

2003年
- あしたのジョー 〜まっ白に燃え尽きろ!〜（稲葉粂太郎、アナウンサー、横倉会長）
- ヴィーナス&ブレイブス〜魔女と女神と滅びの予言〜（スルギ・ウォスマ）
- 探偵学園Q 奇翁館の殺意（島之江剛）
- テイルズ オブ シンフォニア（ヴォルト、アルテスタ、ヴァーリ）※ニンテンドー ゲームキューブ版
- テニスの王子様SWEAT & TEARS 2（テニスクラブオーナー）
- ONE PIECE グランドバトル! 3（オーム）

2004年
- キン肉マン ジェネレーションズ（ネプチューンマン、喧嘩男）
- KOF MAXIMUM IMPACT（ロック・ハワード）
- THE KING OF FIGHTERS NEOWAVE（ラモン）
- テイルズ オブ シンフォニア（ヴォルト、アルテスタ、ヴァーリ）※PlayStation 2版
- テニスの王子様 最強チームを結成せよ!（柳蓮二）
- ONE PIECE ランドランド!（オーム）

2005年
- THE KING OF FIGHTERS XI（ラモン）
- テニスの王子様 学園祭の王子様（柳蓮二）
- ネオジオバトルコロシアム（ロック・ハワード）
- ボボボーボ・ボーボボ 脱出!!ハジケ・ロワイヤル（キング鼻毛さん）
- 龍が如く

2006年
- ウォーシップガンナー2 鋼鉄の咆哮（ライナルト・シュルツ）
- エースコンバット・ゼロ ザ・ベルカン・ウォー（ブレット・トンプソン〈ナレーション〉）
- エーデルワイス（パンチュー）
- KOF MAXIMUM IMPACT 2（ロック・ハワード）
- キン肉マン マッスルジェネレーションズ（ネプチューンマン、喧嘩男、ケンダマン）
- THE ロボットつくろうぜっ! 激闘!ロボットファイト（草壁ギンジ 他）
- 戦国無双2（2006年 - 2007年、石田三成、柴田勝家） - 3作品
- テニスの王子様 ドキドキサバイバル 山麓のMystic（柳蓮二）
- 任侠伝 渡世人一代記（荒波の岩松、ふたつ刀の雲太郎）
- メガミの笑壺（萬条一機）
- メタルギアソリッド ポータブル・オプス（指揮官）

2007年
- 俺の下でAGAKE（西條貴之）
- KOF MAXIMUM IMPACT REGULATION "A"（ロック・ハワード）
- 戦国無双KATANA（石田三成）
- DEAR My SUN!!〜ムスコ★育成★狂騒曲〜（紫藤清四郎）
- テイルズ オブ ファンダム Vol.2（内務大臣、オリジン）
- テニスの王子様 ドキドキサバイバル 海辺のSecret（柳蓮二）
- ドラゴンボールZ Sparking! METEOR（ナム）
- Panic Palette（ノルレッテ）
- 百獣大戦アニマルカイザー（実況）
- VitaminX（龍太）
- BLADESTORM 百年戦争（ヘンリー・パーシー）
- 無双OROCHI（石田三成）
- メタルギアソリッド ポータブル・オプス+（指揮官）

2008年
- あさき、ゆめみし（伊織愁一郎）
- テイルズ オブ シンフォニア -ラタトスクの騎士-（アルテスタ）
- テイルズ オブ ヴェスペリア（レイヴン / シュヴァーン・オルトレイン）
- ドラゴンボールDS（ナム）
- Panic Palette Portable（ノルレッテ）
- 無双OROCHI 魔王再臨（石田三成、柴田勝家）

2009年
- THE KING OF FIGHTERS 2002 UNLIMITED MATCH（ラモン）
- 旋光の輪舞 Dis-United Order（セオ・トヴェイト、ジャイルズ・ヒッツフェルト）
- 戦国無双3（2009年 - 2011年、石田三成、柴田勝家） - 4作品
- 電撃学園RPG Cross of Venus（主人公、絶夢）
- FRAGILE 〜さよなら月の廃墟〜（博士）
- 無双OROCHI Z（石田三成、柴田勝家）
- 龍が如く3

2010年
- イース -フェルガナの誓い-（ランドルフ、アドニス）
- こちら葛飾区亀有公園前派出所 勝てば天国!負ければ地獄! 両津流 一攫千金大作戦!（菊池与太郎）
- 三国恋戦記〜オトメの兵法!〜（文若）
- スカーレッドライダーゼクス（フェルナンデス）
- テニスの王子様 もっと学園祭の王子様 - More Sweet Edition -（柳蓮二）
- ドラゴンボール タッグバーサス（キュイ）
- ドラゴンボールDS2 突撃!レッドリボン軍（RR兵士C、RRウサギ男）
- ドラゴンボール レイジングブラスト2（キュイ）
- トリニティ ジルオール ゼロ（モルゾワ、アンギルダン）
- 龍が如く4 伝説を継ぐもの
- ONE PIECE ワンピーベリーマッチW（2010年 - 2011年、X・ドレーク、オーム）

2011年
- スカーレッドライダーゼクス -STARDUST LOVERS-（フェルナンデス）
- 戦国無双 Chronicle（石田三成、柴田勝家）
- テイルズ オブ ザ ワールド レディアント マイソロジー3（レイヴン、ヒーローボイス）
- テニスの王子様 ぎゅっと!ドキドキサバイバル 海と山のLove Passion（柳蓮二）
- 遙かなる時空の中で5（2011年 - 2012年、福地桜智） - 2作品
- 無双OROCHI 2（2011年 - 2013年、石田三成、柴田勝家） - 4作品
- ONE PIECE ギガントバトル! 2 新世界（X・ドレーク）

2012年
- オール仮面ライダー ライダージェネレーション2（スコーピオン・ゾディアーツ）
- 英雄伝説 零の軌跡 Evolution（ディーター・クロイス、ハルトマン）
- カースド クルセイド（モンフェラ侯ボニファス）
- 機動戦士ガンダムAGE ユニバースアクセル / コズミックドライブ（セリック・アビス）
- 真・三國無双 VS（石田三成）
- 真・北斗無双（リハク、ジャコウ）
- スカーレッドライダーゼクスI + FD ポータブル（フェルナンデス）
- 戦国無双 Chronicle 2nd（石田三成、柴田勝家）
- ドラゴンボールヒーローズ（2013年 - 、キュイ、ベルガモ） - 4作品
- 嫁コレ（福地桜智）
- るろうに剣心 -明治剣客浪漫譚- 完醒（刈羽蝙也）
- レイトン教授VS逆転裁判（御剣怜侍）
- 倭人異聞録 〜あさき、ゆめみし〜（伊織愁一郎）

2013年
- あさき、ゆめみし 〜ひととせ〜（伊織愁一郎）
- 逆転裁判5（御剣怜侍）
- 恋花デイズ（鈴宮千彰）
- 三国恋戦記〜オトメの兵法!〜 思いでがえし（文若）
- テイルズ オブ シンフォニア ユニゾナントパック（アルテスタ）

2014年
- 英雄伝説 碧の軌跡 Evolution（ディーター・クロイス、ハルトマン）
- スーパーヒーロージェネレーション（スコーピオン・ゾディアーツ / スコーピオン・ノヴァ）
- 戦国無双4（2014年 - 2015年、石田三成、柴田勝家） - 3作品
- テイルズ オブ ザ ワールド レーヴ ユナイティア（レイヴン）
- 戦国無双　Chronicle 3（石田三成、柴田勝家）
- ミスティアージュ〜恋する君とさがしもの〜（セドリック）
- ONE PIECE 超グランドバトル! X（X・ドレーク）

2015年
- 新テニスの王子様 〜Go to the top〜（柳蓮二）
- スカーレッドライダーゼクス Rev.（フェルナンデス）
- スーパーロボット大戦BX（セリック・アビス）
- 東亰ザナドゥ（梧桐栄二）
- 遙かなる時空の中で6（2015年 - 2016年、本条政虎） - 2作品
- PROJECT X ZONE 2:BRAVE NEW WORLD（御剣怜侍）
- ONE PIECE ワンピースキングス（X・ドレーク）
- 運命の恋をしたオトナたち（悠瀬利都）

2016年
- イースVIII -Lacrimosa of DANA-（エアラン）
- DAME×PRINCE（クロム）
- 逆転裁判6（御剣怜侍）
- 鏡界の白雪（善野世裏）
- Shadowverse
- SRX 青と紅の狂詩曲（フェルナンデス）
- 戦国無双 〜真田丸〜（石田三成、柴田勝家）
- 罪喰い 〜千の呪い、千の祈り〜（陸任史）
- 百花百狼 〜戦国忍法帖〜（上杉景勝）
- ミラクルニキ（ジョブ・ルーニー）
- 悠久のティアブレイド -Lost Chronicle-（カーマイン）

2017年
- ガールフレンド（仮）（悪神社男）
- キズナストライカー!（霜坂ハヤト）
- テイルズ オブ ザ レイズ（2017年 - 2021年、レイヴン / シュヴァーン・オルトレイン）
- 無双☆スターズ（石田三成）
- 悠久のティアブレイド -Fragments of Memory-（カーマイン）

2018年
- ゴッドイーターレゾナントオプス（クロウ）
- 無双OROCHI 3（石田三成、柴田勝家）
- 夢間集（洛陽扇）
- モンスターストライク（クンツァイト）

2019年
- テイルズ オブ ヴェスペリア REMASTER（レイヴン / シュヴァーン・オルトレイン）
- スーパードラゴンボールヒーローズ ワールドミッション（キュイ、ベルガモ）
- ブレイドエクスロード（チャールズ・ブロップソン）
- WAR OF THE VISIONS ファイナルファンタジー ブレイブエクスヴィアス 幻影戦争（ヴィストラール）
- アイドルマスター SideM（レイヴン）

2020年
- ドラゴンボールZ カカロット（キュイ、ナム）
- ONE PIECE 海賊無双4（X・ドレーク）
- 茜さすセカイでキミと詠う（師匠）
- 遙かなる時空の中で7（直江兼続）
- ライザのアトリエ2 〜失われた伝承と秘密の妖精〜（クリフォード・ディズウェル）

2021年
- 戦国無双5（柴田勝家）
- ハヴァナクシア（カイザ）
- 鬼滅の刃 ヒノカミ血風譚（鉄穴森）
- スーパーロボット大戦30（ドクトル・ガウス）

2022年
- 夢職人と忘れじの黒い妖精（アデル）
- 共闘ことばRPG コトダマン（月島軍曹）

2023年
- メギド72（アンダカ）

2024年
- ドラゴンボール Sparking! ZERO（キュイ、ベルガモ）

### 吹き替え

#### 映画
- 石ころの夢
- フリーダムランド（ビリー・ウィリアムズ〈アンソニー・マッキー〉）
- ウエスト・オブ・ザ・デッド（ジョス〈トラヴィス・ウェスター〉）
- クリスマス・キャロル ザ・ムービー（ノタリー）
- ジョージアの日記/ゆーうつでキラキラな毎日
- ミラクル（ジョン・“バー”・ハリントン）

#### ドラマ
- トワイライト・ゾーン2 #1 「声」（フィル・ヘイズ〈ジミ・シンプソン〉）
- ONE PIECE（2023年、ボガード）

#### アニメ
- ウッディー・ウッドペッカー（バズ・バザード〈マーク・ハミル〉）

### 特撮
2001年
- 百獣戦隊ガオレンジャー（デュークオルグ・狼鬼の声、市民役）

2006年
- 魔法戦隊マジレンジャーVSデカレンジャー（エージェント・アボロスの声）

2007年
- 科学忍者隊ガッチャピン（ガッチャピン2号の声）

2008年
- 炎神戦隊ゴーオンジャー（掃治大臣キレイズキーの声）

2011年
- 仮面ライダーフォーゼ（スコーピオン・ゾディアーツの声、ゾディアーツスイッチ音声）

2013年
- 獣電戦隊キョウリュウジャー（デーボ・ウイルスンの声）

2016年
- 動物戦隊ジュウオウジャー（ジャグドの声）

2017年
- 帰ってきた動物戦隊ジュウオウジャー お命頂戴!地球王者決定戦（ジャグドの声）

2018年
- 快盗戦隊ルパンレンジャーVS警察戦隊パトレンジャー（ウシバロック・ザ・ブロウの声）

2023年
- 王様戦隊キングオージャー（イラガジームの声）

### ラジオ
※はインターネット配信。
- テニスの王子様 オン・ザ・レイディオ（2005年 - 2010年、文化放送）
- 電撃文庫Webラジオ 喜多村市立竹本学園（2008年 - 2009年、電撃文庫公式サイト※）
- コーエーテクモPresents小野坂昌也・竹本英史のネオロマ&無双（2010年 - 2011年、文化放送）
- 新テニスの王子様 オン・ザ・レイディオ（2012年 - 、文化放送）
- 王子様（笑）シリーズ Webラジオ ぷりらじ（2012年 - 2013年、アニメイトTV※）
- 進藤尚美と竹本英史の華劇ラヂヲ（2012年、バナフェス!ラジオ※）
- 華劇ラヂヲ（2014年 - 2015年、funラジオ※）
- &CAST!!!アワー 竹本英史・新井良平のLOVE❤SAKE by神酒ノ尊（2019年 - 2020年、超!A&G+※・&CAST!!!※）[124]

### ラジオドラマ
- 青山二丁目劇場（文化放送）
  - 「そう、人は外見ではない」 - 野田ススム
- 青春アドベンチャー（NHK-FM）
  - 『リフレイン -私とおじいちゃんの捜査ノート-』（2025年6月9日 - 13日）[125] - エレキーノ、戸次先生 役

### 実写
テレビ
- ウチの夏フェス2012！MASAYA48特番「昌也のドリームウェディング」（AT-X、2012年9月1日）

映像商品
- DEAR My MOM!! 〜ホップ★ステップ★ライブ!〜 イベントDVD
- テニスの王子様 100曲マラソン
- テニプリフェスタ 2009
- テニプリフェスタ 2011 in 武道館
- テニプリフェスタ 2013
- バラエティDVD 遙かなる時空の中で 八葉爛漫
- 遙かなる時空の中で5 八葉爛漫2
- バラエティDVD 遙かなる時空の中で6 八葉爛漫3
- ライブビデオ ネオロマンス・フェスタ 12
- ライブビデオ ネオロマンス・ライヴ 2011 Autumn
- ライブビデオ ネオロマンス・フェスタ 遙か祭2011〜初春時代絵巻〜
- ライブビデオ ネオロマンス・フェスタ 遙か祭2011〜桜花恋模様〜
- ライブビデオ ネオロマンス・フェスタ 遙か祭2012
- ライブビデオ ネオロマンス・フェスタ 12
- ライブビデオ ネオロマンス・フェスタ 13
- ライブビデオ ネオロマンス・フェスタ 〜遙かなる時空の中で&金色のコルダ〜
- JAPAN 乙女・Festival3
- ライブビデオ ネオロマンス・フェスタ 遙か祭2015 〜十五年の宴〜
- ライブビデオ ネオロマンス・フェスタ 遙か祭2016
- ライブビデオ ネオロマンス・フェスタ 遙か祭2017 -Black Butterfly-
- バラエティDVD+CD 戦国無双 武将遊戯
- ライブビデオ 戦国無双 声優奥義 2010秋
- ライブビデオ 戦国無双 声優奥義 2011秋
- ライブビデオ 戦国無双 声優奥義 2012秋
- ライブビデオ 戦国無双 声優奥義 2014春 〜祝宴 十年の祭〜
- ライブビデオ 戦国無双 声優奥義 2016 〜真田・夏の陣〜
- テイルズ オブ フェスティバル 2011
- テイルズ オブ フェスティバル 2012
- テイルズ オブ フェスティバル 2014
- テイルズ オブ フェスティバル 2016
- テイルズ オブ フェスティバル 2017
- テイルズ オブ フェスティバル 2018
- テイルズ オブ フェスティバル 2019
- 小野坂・小西のO+K 〜ふたり屋根の下〜
- 小野坂・小西のO+K DVD 〜イイ子・ワルイ子・フツウの子〜
- 小野坂・小西のO+K DVD 〜即興劇・合言葉は『勇気』!〜
- スカーレッドライダーゼクス NEW DAYS 2016 春のサブミッション イベントDVD
- ダメプリANIME CARAVAN 大収穫祭 Blu-ray
- Tales of Vesperia 10th Anniversary Party Blu-ray

### ナレーション

#### テレビ番組
- 運命の数字（テレビ朝日）
- 情報プレゼンター とくダネ!（フジテレビ）
- 新報道プレミアA（フジテレビ）
- 全国一斉!日本人テスト（フジテレビ）
- MANNINGEN（フジテレビ）
- 企画工場なりあがり KASETSU（TBSテレビ）
- 住まいる家族（テレビ東京）
- 知る楽「わがドラッカー流経営論」（NHK教育）
- リトル・チャロ2（NHK教育）
- スポーツ大陸（NHK総合）
- 仕事学のすすめ（NHK教育）
- めくるめく!!世界ビジュアル大図鑑（声の出演、フジテレビ）
- 独裁者の部屋（NHK教育）
- NHKスペシャル「スクープ日本の諜報入手! 最高機密文書」（声の出演、NHK）

#### CM
- コーエー「真・三國無双DS ファイターズバトル」CM
- 日清製粉「熟成極み」CM
- ドラゴンボールZ×花王 敵は風呂場にいる「ベジータの新たなる戦い」Webアニメ動画

#### その他
- 燈の守り人 灯台音声ガイド 北海道江差町 鴎島灯台（2022年）[126]

### CD

#### ドラマCD
- 王子様（笑）シリーズ（従者）
  - 王子様（笑）シリーズ ドラマCD 第1・2巻
  - 王子様（笑）シリーズ ドラマCD 〜王子様と眠れる森〜・〜王子様はカエル〜王子様と人魚の恋〜・〜王子様と二羽の姫君〜
  - 王子様（笑）シリーズ ドラマCD if 〜王子様（笑）学園〜・〜王子様（笑）学園 2学期〜
  - 王子様（笑）シリーズ バラエティドラマCD 1st Vacation・2nd Season・3rd Party・4th Legend
  - 王子様（笑）シリーズ 読み語りCD 〜君に捧ぐ物語〜 第2集
  - 王子様（笑）シリーズ ドラマCD 最終章 第1 - 3巻
- 終わりのクロニクル（ファーフナー、ナレーション）
- NRPCシリーズ ドラマCD「水戸黄門」第1 - 4巻（ハチ）
- ドラマCD「ラヴヘブン」第1巻（鄭和）
- 逆転裁判
  - ドラマCD 逆転検事2 〜宇宙からの逆転!?〜（御剣怜侍）
  - ドラマCD 逆転裁判5 〜逆転のアニマルサーカス!?〜（御剣怜侍）
  - 逆転裁判123 成歩堂セレクション 限定版ドラマCD「逆転のコンビネーション」（御剣怜侍）※予告編含む
  - 逆転裁判6 LIMITED EDITION 書き下ろしオリジナルドラマCD（御剣怜侍）
- 純情エゴイスト（K医大の教授）
- Scared Rider Xechs サマー・ヒート4M2S（フェルナンデス）
  - Scared Rider Xechs サマー・ヒート4M2S
  - Scared Rider Xechs サマー・モーション333
- スカーレッドライダーゼクス ドラマCD9「ホワイト・ミッション」（フェルナンデス）
- ときめきアソート vol.4 告白マカロン fruity（瞬）
- 任侠伝 渡世人一代記 ドラマCD〜風来の蓮次〜（荒波の岩松）
- 瀬戸の花嫁（政）
- 戦国無双 百花饗演（石田三成[127]）
- 戦国無双3 光華繚演（石田三成）
- 戦国無双4 〜永遠の絆〜（石田三成）
- 八犬伝―東方八犬異聞―シリーズ（青蘭）
- テイルズ オブ ヴェスペリア シリーズ（レイヴン）
  - ドラマCD テイルズ オブ ヴェスペリア 第1 - 6巻
  - アンソロジードラマCD テイルズ オブ ヴェスペリア 2009 Winter
  - アンソロジードラマCD テイルズ オブ ヴェスペリア 2010 Summer
  - アンソロジードラマCD テイルズ オブ ヴェスペリア 2010 Winter
  - 「テイルズ オブ ヴェスペリア」虚空の仮面 前編・後編
- 遙かなる時空の中で5 夜明け前 弐（福地桜智）
- 遙かなる時空の中で6 黒キ万華鏡〜其ノ一〜（本条政虎）
- 遙かなる時空の中で6 黎明ノ二重奏 〜蠱惑の森〜（本条政虎）
- ハロウィン+タウン（カボチャ）
- ブレスレス・ハンター（鴨志田雅文）
- “文学少女”と死にたがりの道化 【前篇】・【後篇】（添田康之）
- ホイップノート（るいせの父）
- ラブ★ゆう（神田高士）
- ロミオとジュリエット（ロレンス神父）
- 無職転生 〜異世界行ったら本気だす〜 転移迷宮編（パウロ[128]）
- DAME×PRINCE キャラクターCDシリーズ クロム編（クロム）

#### 音楽CD
- 戦国無双 閃・烈歌奥義/飛・翔歌奥義（石田三成）
  - 道、分かつとも（石田三成&加藤清正）
  - 仰ぎて天に愧じず（真田幸村&石田三成&直江兼続）
  - 狭霧之彼方（石田三成feat. 島左近）
  - 侍魂〜KIZUNA〜（島左近 feat. 石田三成）
- 戦国無双Chronicle2nd斬・撃歌奥義
  - 物申す（石田三成）
- 戦国無双3 Z 天・轟歌奥義
  - 天晴（あっぱれ）!（真田幸村&石田三成&直江兼続）
- 戦国無双キャラクターソング 其ノ弐.石田三成
  - 在りし日よ常しえに（石田三成）
- 戦国無双4〜永遠の絆〜
  - 一期一会でよろしく!（石田三成&島左近）
  - 万世之絆（真田幸村&石田三成&直江兼続）
- 戦国無双 武将遊戯
  - 草枕之夢（真田幸村&石田三成&直江兼続）
- DEAR My SUN!! キャラクターソング&メッセージCD 雷斗ver
  - パピルスプラス行進曲（紫藤清四郎&堂島恭也）
- デジモンセイバーズ ベストヒッツ+キャラクターニューソングス（バンチョーレオモン）
  - 男魂（バンチョーレオモン）
- テニスの王子様シリーズ
  - Dream to Remember（柳蓮二）
  - ANSWER（柳蓮二）
  - 九鬼貴一の早口言葉（九鬼貴一）
  - 浪漫爛漫（海志漢〈柳蓮二〉）
  - TRICK,FAKE,or TRUTH（柳蓮二&〈仁王雅治〉）
  - 記憶の針（柳蓮二）
  - 青学1年トリオ ぼくたちのしっぱい（九鬼貴一）
  - 手の中に世界を包む道二つ交差する唄（乾貞治&柳蓮二）
  - 俺の日本海（柳蓮二）
  - 乾と早口言葉（九鬼貴一）
  - 樺地と早口言葉（九鬼貴一）
  - 真田と早口言葉（九鬼貴一）
  - 日吉と早口言葉（九鬼貴一）
  - 小春と早口言葉（九鬼貴一）
  - 黄金（ゴールデン）ペアと早口言葉（九鬼貴一）
  - 三強と呼ばれて（柳蓮二&真田弦一郎&幸村精市）
  - Master Plan（柳蓮二）
  - Not ended yet（柳蓮二）
  - Destination （立海オールスターズ〈柳蓮二〉）
- 遙かなる時空の中で5 暁の恋唄（らゔそんぐ）
  - 想春夢（福地桜智）
- ヴォーカル集 遙かなる時空の中で5 淡雪の心唄
  - 八千代ノ華（小松帯刀&福地桜智）
- ヴォーカル集 遙かなる時空の中で5〜白妙の恋唄〜2
  - 永遠花火（福地桜智）
- 遙かなる時空の中で6 黒キ万華鏡〜其ノ一〜/遙かなる時空の中で6 浪漫ナル歌
  - TiGER（本条政虎）
- バラエティCD 遙かなる時空の中で6 黎明ノ二重奏 〜蠱惑の森〜
  - 恋祭（コハク&本条政虎）
- バラエティCD 遙かなる時空の中で6 幻燈ロンド 天地ノ歯車 〜青龍・白虎〜/ヴォーカル集 遙かなる時空の中で6 幻燈ロンド 甘美ナル歌 
  - WiLD EYES（本条政虎）
- レジェンズ キャラソンシリーズ5 
  - パラッパBJ（BB & JJ）
- SRX THE BEST 紅盤
  - tuning NOISE -星屑カケラたち-（駒江クリストフ・ヨウスケ&フェルナンデス）
- TVアニメ「スカーレッドライダーゼクス」 レゾナンスソングシリーズ Vol.1
  - Burned Prologue 〜レゾナンスver.（駒江クリストフ・ヨウスケ&フェルナンデス）
  - Burned Prologue 〜サブスタンスver.（フェルナンデス）
- ダメプリ ANIME CARAVAN ED主題歌 
  - Promise（テオ&リオット&クロム）
- DAME×PRINCE キャラクターCDシリーズ クロム編
  - 桎梏の波紋（しっこくのはもん）（クロム）

### その他コンテンツ
- ぼくらのまちトミカ・プラレールタウンに全員集合!（2003年、テツオ）
- 逆転裁判・逆転検事
  - 逆転裁判 東京ゲームショウ 特別法廷2005（御剣怜侍）
  - 逆転裁判 東京ゲームショウ 特別法廷2006（御剣怜侍）
  - 逆転裁判 特別法廷 2008 オーケストラコンサート（御剣怜侍）
  - 逆転検事 東京ゲームショウ 特別法廷2008（御剣怜侍）
  - 逆転検事 東京ゲームショウ 特別法廷2010（御剣怜侍）
  - フラッシュバック逆転検事（御剣怜侍）
  - 逆転裁判10周年 特別法廷（御剣怜侍）
  - 逆転裁判 東京ゲームショウ 特別法廷2015（御剣怜侍）
  - 逆転裁判6 完成披露会 特別法廷（御剣怜侍）
- ハートキャッチプリキュア! ミュージカルショー（クモジャキー）
- Audible 『桜田門外の変』著：司馬遼太郎（2015年、朗読）
- ボイスドラマ『燈の守り人～幻想夜話～』（2022年、鴎島灯台[126]）
- ボイスコミック『アルマギア -Project-』（2022年、帝国兵A、帝国戦車兵C[129]）
- 朗読劇配信『声劇「燈の守り人 ～北海道開拓編～」』（2023年4月22日・28日、山本哉三郎）

## ディスコグラフィ

### キャラクターソング
| 発売日   | 商品名                                           | 歌                   | 楽曲                   | 備考                                                         |
| 2015年   | 2015年                                           | 2015年               | 2015年                 | 2015年                                                       |
| -------- | ------------------------------------------------ | -------------------- | ---------------------- | ------------------------------------------------------------ |
| 3月18日  | 戦国無双キャラクターCD 其ノ弐 在りし日よ常しえに | 石田三成（竹本英史） | 「在りし日よ常しえに」 | テレビアニメ『戦国無双』関連曲                               |
| 2020年   |                                                  |                      |                        |                                                              |
| 8月19日  | ヴォーカル集 遙かなる時空の中で7 深紅の歌        | 直江兼続（竹本英史） | 「共に戦うなら」       | Nintendo Switch専用ゲームソフト『遙かなる時空の中で7』関連曲 |
| 2021年   |                                                  |                      |                        |                                                              |
| 11月20日 | Tales of Dream Project -Fiesta Songs-            | Tales of Dreamers    | 「Positive Gate」      | イベント『テイルズ オブ フェスティバル』関連曲               |